# Nikolaus Engelbert Cetto
Nikolaus Engelbert Cetto (* 1713 in Tittmoning; † 1746 ebenda) war ein Salzburger Wachsbossierer.

## Leben
Nikolaus Engelbert war der Sohn des Wachskünstlers Johann Baptist Cetto sowie dessen Mitarbeiter und Nachfolger. Das Werkverzeichnis der beiden
weist über 200 Positionen auf. Man kann im Werk der beiden Künstler bei nicht signierten Werken nicht unterscheiden, wer von beiden Urheber des Kunstwerks ist, da beide in derselben Wachsschnitztechnik zusammenarbeiteten. Die filigranen kleinen Werke sind mit überaus winzigen Figürchen versehen (oft nur 2 bis 4 mm), so dass eine Händescheidung kaum möglich ist.

## Werke
Unter anderem sind in Salzburg, im Stift Sankt Peter, bei den Museen der Stadt Bamberg und in der Sammlung des Stadtmuseums München mehrere Werke von Vater und Sohn Cetto erhalten, darunter in München ein Wachsbild von Nikolaus Engelbert Cetto mit einer Paradiesdarstellung.
- Wachsrelief „Reiterschlacht“, Dresden, Grünes Gewölbe[5]
- Wachsrelief „Belagerung“, Dresden, Grünes Gewölbe[6]
- Wachsrelief „Anbetung der hl. drei Könige“ (1742), Asten, Pfarrkirche